# TSG 1899 Hoffenheim
Turn- und Sportgemeinschaft 1899 Hoffenheim e.V. (phát âm [ˈtʊʁn ʔʊnt ˈʃpɔʁtɡəˌmaɪnʃaft ˌʔaxtseːnˈhʊndɐt ˌnɔʏnʔʊntˈnɔʏntsɪç ˈhɔfn̩haɪm]), thường được biết đến là TSG Hoffenheim (phát âm [ˌteːʔɛsˈɡeː ˈhɔfn̩haɪm]), là một câu lạc bộ bóng đá chuyên nghiệp Đức có trụ sở ở Sinsheim.
Ban đầu được thành lập vào năm 1899 với tư cách là một câu lạc bộ thể dục dụng cụ, câu lạc bộ chính thức hoạt động theo mô hình hiện đại kể từ năm 1945. Vào năm 2000, đội bóng còn chơi ở giải hạng năm của Đức, nhưng chỉ 8 năm sau, tức năm 2008, đội bóng đã lên chơi ở Bundesliga với sự hậu thuẫn tài chính của cựu sinh viên và ông trùm phần mềm Dietmar Hopp. Tại mùa giải 2017-18, Hoffenheim cán đích Bundesliga ở vị trí thứ 3 (thành tích tốt nhất trong lịch sử câu lạc bộ) và lần đầu tiên được tham dự khuôn khổ vòng bảng của UEFA Champions League.

## Lịch sử
Đội bóng hiện đại ngày nay được thành lập vào năm 1945, khi câu lạc bộ thể thao Turnverein Hoffenheim (thành lập vào ngày 1 tháng 7 năm 1899) và câu lạc bộ bóng đá Fußballverein Hoffenheim (thành lập năm 1921) được sáp nhập. Đầu những năm 1990, đội bóng còn chơi ở giải nghiệp dư thuộc địa phương tức giải hạng tám của nước Đức (Baden-Württemberg A-Liga). Sau đó họ đã tiến bộ lên nhiều và vào năm 1996 họ đã chơi ở giải hạng năm Verbandsliga Nordbaden.
Vào khoảng những năm 2000, chủ tịch Dietmar Hopp trở lại đội bóng là quê hương của mình. Hopp là nhà đồng sáng lập của hãng phần mềm SAP và đã đầu tư tiền vào đội bóng. Những đóng góp của ông gần như ngay lập tức phát huy tác dụng: Vào năm 2000, Hoffenheim về đích với vị trí thứ nhất ở giải hạng năm nước Đức và được thăng hạng lên giải hạng tư Oberliga Baden-Württemberg. Thêm một chức vô địch nữa giúp họ được lên chơi ở giải hạng ba (Regionalliga Süd) vào mùa giải 2001-2002. Họ về đích với vị trí thứ 13 trong mùa giải đầu tiên ở giải hạng 3, nhưng đã tiến bộ ở mùa giải tiếp đó và về đích với vị trí thứ 5.
Hoffenheim về đích với các vị trí thứ 5 và 7 ở hai mùa giải tiếp theo, trước khi về đích ở vị trí thứ 4 ở mùa giải 2005-06 (thành tích tốt nhất lúc đó). Lần đầu tiên đội bóng góp mặt ở cúp quốc gia Đức là vào mùa giải 2003-04 và đã lọt vào tứ kết khi lần lượt đánh bại các đại diện từ Giải hạng Hai Đức là Eintracht Trier, Karlsruher và đặc biệt là đại diện đến từ Bundesliga Bayer Leverkusen trước khi bị loại bởi đại diện từ Giải hạng Hai Đức VfB Lübeck.
Kế hoạch sáp nhập ba đội bóng TSG Hoffenheim, FC Astoria Walldorf và SV Sandhausen để thành lập đội FC Heidelberg vào năm 2005 đã không thành công do các đội bóng không thể đạt được thoả thuận về việc sẽ đặt sân nhà ở Heidelberg hay Eppelheim. Chủ tịch Hopp muốn đặt sân nhà ở Heidelberg nhưng lại vấp phải sự phản đối của công ty Wild, nơi được cho là sẽ được phá đi để xây sân mới.

### Giai đoạn 2006–2008: Đầu tư mạnh và thăng hạng lên Bundesliga
Vào năm 2006, đội bóng muốn tăng chất lượng đội hình và đội ngũ kỹ thuật bằng việc mua những cầu thủ có kinh nghiệm chơi ở Bundesliga, trong đó đáng chú ý nhất là hai cầu thủ Jochen Seitz và Tomislav Marić, cùng với các tài năng trẻ như Sejad Salihović và ký hợp đồng 5 năm với huấn luyện viên Ralf Rangnick, người từng huấn luyện SSV Ulm 1846, VfB Stuttgart, Hannover 96 và Schalke 04. Khoản đầu tư đã được đền đáp vào mùa giải 2006–07 với việc câu lạc bộ thăng lên hạng 2 Bundesliga sau khi về nhì ở giải hạng ba Đức Regionalliga Süd.
Mùa giải 2007–08 là mùa giải chơi bóng chuyên nghiệp đầu tiên của Hoffenheim. Sau sự khởi đầu yếu kém với ba trận thua và chỉ một trận hòa trong bốn trận đầu tiên, thành tích của đội đã được cải thiện đáng kể và Hoffenheim đã leo từ vị trí thứ 16 ở vòng 4 lên vị trí thứ hai ở vòng 23. Đội đã cố gắng bảo vệ vị trí của mình cho đến khi kết thúc mùa giải, dành được 60 điểm sau 34 trận đấu. Nhờ vào việc cán đích ở vị trí thứ hai, câu lạc bộ nghiễm nhiên được thăng hạng lên chơi ở Bundesliga, hạng đấu cao nhất của bóng đá Đức, sau khi chỉ chơi ở giải hạnng Hai Bundesliga đúng một mùa giải.

### Giai đoạn 2008–nay: Sự thăng tiến của đội bóng và lần đầu được tham dự Champions League
Hoffenheim trải qua mùa giải 2008-09 đầy thành công trong lần đầu được tham dự Bundesliga, hạng đấu cao nhất của bóng đá Đức, khi họ cán đích ở vị trí thứ 7. Những cầu thủ xuất sắc nhất mùa giải của câu lạc bộ là Vedad Ibišević và Demba Ba, bộ đôi tiền đạo đã ghi được lần lượt 18 và 14 bàn thắng. Mùa giải 2009–10 là mùa giải kém thành công hơn khi câu lạc bộ chỉ có được vị trí ở ngoài top 10 khi cán đích ở vị trí thứ 11. Câu lạc bộ thậm chí còn tiếp tục cán đích ở vị trí thứ 11 trong hai mùa giải liên tiếp sau đó. Đến mùa giải 2012–13, câu lạc bộ còn suýt chút nữa phải xuống hạng khi chỉ cán đích ở vị trí thứ 16 và buộc phải tham dự trận play-off xuống hạng; nhờ vào việc đánh bại Kaiserslautern với tổng tỷ số 5–2 sau hai lượt trận với cú đúp của Roberto Firmino trong trận lượt đi mà câu lạc bộ đã trụ hạng thành công. Mùa giải 2013–14, câu lạc bộ kết thúc mùa giải với những thống kê rất kỳ lạ khi là đội có thành tích ghi bàn tốt thứ 3 giải đấu nhưng đồng thời là đội có hàng phòng ngự tệ nhất, ghi 72 bàn thắng và nhận 70 bàn thua. Cần thủ ghi bàn tốt nhất đồng thời kiến tạo nhiều nhất mùa giải đó của câu lạc bộ là Roberto Firmino, anh đã ghi được 16 bàn thắng và có 12 kiến tạo, nhờ vậy mà anh giành được giải cầu thủ đột phá mùa giải của Bundesliga. Đến mùa giải 2014–15, câu lạc bộ đã tiến rất gần đến vị trí tham dự Europa League khi chỉ kém điểm so với Borussia Dortmund, đội bóng cán đích ở vị trí thứ 7. Mặc dù cán đích ở vị trí thứ 8, Hoffenheim chỉ có hiệu số là −6 ở mùa giải 2014-15. Ở mùa giải 2015–16, câu lạc bộ thêm một lần nữa suýt rớt hạng khi chỉ hơn 1 điểm so với vị trí phải đá trận play-off xuống hạng.
Tại mùa giải 2016–17, dưới sự tiếp quản của huấn luyện viên mới Julian Nagelsmann, ông bắt đầu chiêu mộ nhiều cầu thủ nổi bật như Andrej Kramarić, Kerem Demirbay và Sandro Wagner. Ban đầu, câu lạc bộ gặp khó khăn về mặt phong độ với 4 trận hòa sau 4 trận đấu đầu tiên, trước khi vào form và thăng tiến lên vị trí thứ ba tại giải đấu vào cuối tháng 10. Vào ngày 4 tháng 4 năm 2017, câu lạc bộ đánh bại Bayern Munich với tỷ số 1–0, đây là một trong những trận tháng vang dội nhất lịch sử câu lạc bộ. Ngày 21 tháng 4 năm 2017, câu lạc bộ chính thức được tham dự giải bóng đá châu Âu vào mùa giải tới sau trận hòa 1–1 với Köln. Sau khi giành được vị trí thứ 4 ở mùa giải 2016–17, Hoffenheim chính thức được tham dự Champions League mùa giải 2017–18. Tại vòng play-off, lá thăm may rủi khiến Hoffenheim phải đụng độ nhà vô địch châu Âu sáu lần Liverpool. Hoffenheim thua 1-2 ở trận lượt đi trước khi thu tiếp 4-2 ở trận lượt về và bị loại khỏi giải đấu sau khi thất bại với tổng tỷ số 3–6. Do bị loại ở vòng play-offs, câu lạc bộ phải xuống chơi ở vòng bảng Europa League mùa giải 2017-18 nhưng ngay lập tức bị loại khi xếp cuối ở bảng đấu của mình.
Tại mùa giải 2017–18, Hoffenheim tiếp tục trải qua một mùa giải thành công khi cán đích ở vị trí thứ 3 đồng nghĩa với một suất tham dự trực tiếp vòng bảng UEFA Champions League vào năm sau.
Mùa giải 2018–19 là một mùa giải thất vọng của Hoffenheim, họ xếp cuối ở lượt trận vòng bảng Champions League với chỉ 3 trận hòa và 3 trận thua khi đối đầu với Manchester City, Lyon và Shakhtar Donetsk. Điều này đồng nghĩa với việc họ thêm một lần nữa bị loại khỏi giải đấu châu Âu ngay từ vòng bảng. Tại Bundesliga thành tích của Hoffenheim cũng không khá hơn khi chỉ cán đích ở vị trí thứ 9, thấp hơn 6 bậc so với vị trí thứ 3 ở mùa giải 2017–18 với 51 điểm. Vị trí này chỉ kém 2 bậc và 3 điểm so với vị trí được tham dự vòng sơ loại Europa League. Tại Cúp bóng đá Đức, Hoffenheim bị RB Leipzig loại sau trận thua với tỷ số 2–0 với 2 bàn thắng đều được ghi bởi Timo Werner. Cầu thủ ghi bàn nhiều nhất cho câu lạc bộ là Andre Kramarić, tiền đạo người Croatia đã ghi được cho mình 22 bàn thắng sau 37 lần có mặt trên sân. Tiền vệ người Đức Kerem Demirbay là cầu thủ kiến thiết số 1 của đội với 11 kiến tạo trong mùa giải 2018–19. Huấn luyện viên trưởng Julian Nagelsmann rời câu lạc bộ để gia nhập RB Leipzig vào cuối mùa giải. Alfred Schreuder, cựu trợ lý dưới quyền của Huub Stevens và Julian Nagelsmann đã được bổ nhiệm lên làm huấn luyện viên trưởng mới.

## Cầu thủ

### Đội hình hiện tại
Tính đến 23 Tháng 2 2023
Ghi chú: Quốc kỳ chỉ đội tuyển quốc gia được xác định rõ trong điều lệ tư cách FIFA. Các cầu thủ có thể giữ hơn một quốc tịch ngoài FIFA.
| Số | VT | Quốc gia             | Cầu thủ                      |
| -- | -- | -------------------- | ---------------------------- |
| 1  | TM | Đức                  | Oliver Baumann (đội phó)     |
| 3  | HV | Séc                  | Pavel Kadeřábek              |
| 4  | HV | Bosna và Hercegovina | Ermin Bičakčić               |
| 5  | HV | Thổ Nhĩ Kỳ           | Ozan Kabak                   |
| 6  | TV | Đức                  | Grischa Prömel               |
| 7  | TĐ | Đan Mạch             | Jacob Bruun Larsen           |
| 8  | TV | Đức                  | Dennis Geiger                |
| 9  | TĐ | Togo                 | Ihlas Bebou                  |
| 10 | TĐ | Israel               | Mu'nas Dabbur                |
| 12 | TM | Đức                  | Philipp Pentke               |
| 13 | TV | Đức                  | Angelo Stiller               |
| 14 | TV | Áo                   | Christoph Baumgartner        |
| 16 | TV | Đức                  | Sebastian Rudy               |
| 17 | HV | Đức                  | David Raum                   |
| 18 | TV | Mali                 | Diadie Samassékou            |
| 19 | TĐ | Đan Mạch             | Kasper Dolberg               |
| 20 | TV | Đức                  | Finn Ole Becker              |
| 21 | HV | Đức                  | Benjamin Hübner (đội trưởng) |

| Số | VT | Quốc gia | Cầu thủ                        |
| -- | -- | -------- | ------------------------------ |
| 22 | HV | Đức      | Kevin Vogt (đội trưởng thứ 4)  |
| 24 | HV | Hoa Kỳ   | Justin Che (mượn từ FC Dallas) |
| 25 | HV | Nigeria  | Kevin Akpoguma                 |
| 27 | TĐ | Croatia  | Andrej Kramarić                |
| 29 | TĐ | Đan Mạch | Robert Skov                    |
| 30 | TV | Đức      | Marco John                     |
| 32 | HV | Hà Lan   | Melayro Bogarde                |
| 33 | TĐ | Pháp     | Georginio Rutter               |
| 36 | TM | Đức      | Nahuel Noll                    |
| 37 | TM | Đức      | Luca Philipp                   |
| 38 | HV | Áo       | Stefan Posch                   |
| 39 | TV | Đức      | Tom Bischof                    |
| 41 | HV | Đức      | Max Geschwill                  |
| 43 | HV | Đức      | Noah König                     |
| 44 | TĐ | Đức      | Fisnik Asllani                 |
| —  | TV | Israel   | Ilay Elmkies                   |
| —  | TV | Đức      | Muhammed Damar                 |

### Các cầu thủ được đem đi cho mượn
Ghi chú: Quốc kỳ chỉ đội tuyển quốc gia được xác định rõ trong điều lệ tư cách FIFA. Các cầu thủ có thể giữ hơn một quốc tịch ngoài FIFA.
| Số | VT | Quốc gia | Cầu thủ                                          |
| -- | -- | -------- | ------------------------------------------------ |
| —  | HV | Brasil   | Lucas Ribeiro (ở Ceará đến 31 tháng 12 năm 2022) |
| —  | HV | Ghana    | Kasim Nuhu (ở FC Basel đến 30 tháng 6 năm 2023)  |

| Số | VT | Quốc gia | Cầu thủ                                                  |
| -- | -- | -------- | -------------------------------------------------------- |
| —  | TĐ | Đức      | Maximilian Beier (ở Hannover 96 đến 30 tháng 6 năm 2023) |

## Ban lãnh đạo

### Đội một
| Huấn luyện viên trưởng | André Breitenreiter |
| Trợ lý huấn luyện      | còn trống           |
| Trợ lý huấn luyện      | Matthias Kaltenbach |
| Huấn luyện thủ môn     | Michael Rechner     |
| Huần luyện thể chất    | Christian Weigl     |
| Huần luyện phục hồi    | Otmar Rösch         |

## Sân vận động

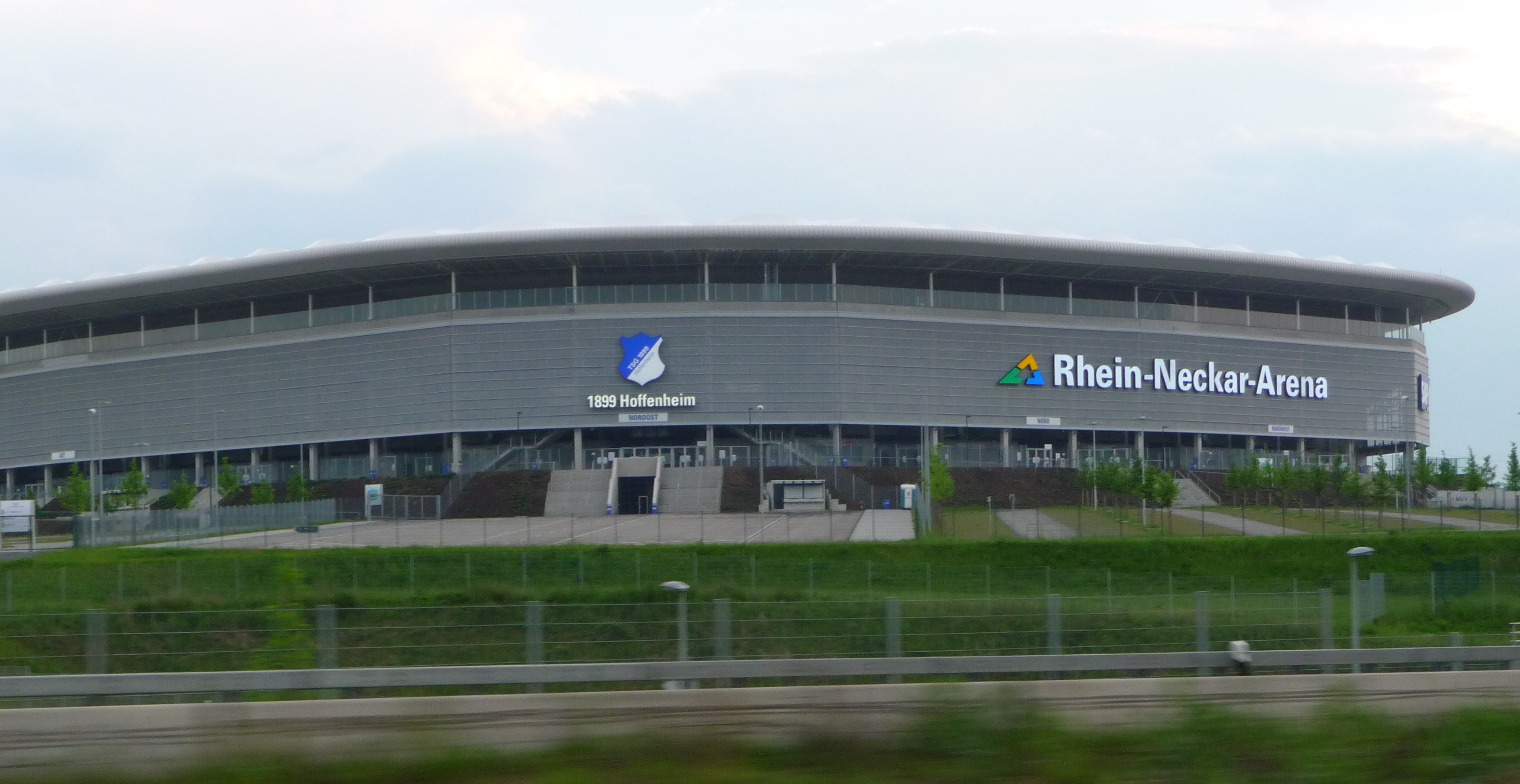
PreZero Rhein-Neckar-Arena, sân vận động hiện tại của câu lạc bộ.

Trước khi được lên chơi ở Bundesliga, đội bóng chơi ở sân Dietmar-Hopp-Stadion. Sân được xây vào năm 1999 với sức chứa 5.000 khán giả (1.620 chỗ ngồi).
TSG 1899 Hoffenheim chứng tỏ khát vọng của họ vào năm 2006 khi ban lãnh đạo đội bóng quyết định xây sân vận động Rhein-Neckar-Arena có sức chứa 30.150 chỗ ngồi phù hợp cho các trận đấu ở Bundesliga. Sân vận động ban đầu có kế hoạch xây ở Heidelberg nhưng sau đó lại chọn xây ở Sinsheim.
Họ mở màn mùa giải Bundesliga đầu tiên ở sân Carl-Benz-Stadion với sức chứa 26.022 chỗ ngồi ở Mannheim và chơi trận đầu tiên ở sân nhà mới của mình vào ngày 31 tháng 1 năm 2009.
Công ty các cược Interwetten đã đồng ý trở thành đối tác các cược của sân vận động của TSG Hoffenheim thừ tháng 8 năm 2017 đến năm 2020.

## Danh hiệu
- Quốc gia
  - 2. Bundesliga: Về nhì năm 2008
  - Fußball-Regionalliga: Về nhì năm 2007
  - Oberliga Baden-Württemberg (IV): vô địch năm 2001
  - Verbandsliga Nordbaden (V): vô địch năm 2000
- Cúp
  - North Baden Cup vô địch năm: 2002, 2003, 2004, 2005
- Trẻ
  - Giải U17 Đức:vô địch năm 2008
  - Giải U17 Bundesliga Nam/Tây Nam:Vô địch năm 2008

## Các cầu thủ đáng chú ý
- Sinan Andić
- Alen Arnautović
- Ioannis Babas
- Alper Balaban
- Oguzhan Biyik
- Roland Bonimeier
- Adam Bouzid
- Bartosz Broniszewski
- Patrick Caltagirone
- Sandro Cescutti
- Francisco Copado
- Francesco di Frisco
- Riccardo di Piazza
- Nesho Durić
- Adil El Barhami
- Jochen Endreß
- Aurelien Eyoum
- Mario Göttlicher
- Mario Greco
- Serhat Gülbas
- Sebastian Hoeneß
- Norbert Hofmann
- Timo Hildebrand
- Alexander Huber
- Vedad Ibišević
- Imad Kassem-Sad
- Souleymane Koné
- Abedin Krasniqi
- Artur Krettek
- Dennis Laili
- Denis Lapaczinski
- Felix Luz
- Tomislav Marić
- Marcel Mebtouche
- Dalio Memić
- Marco Misuraca
- Christian Möckel
- Matteo Monetta
- Tabe Nyenty
- Thomas Ollhoff
- Matthias Örum
- Dragan Paljić
- Marjan Petković
- Sascha Ropić
- Robert Rudnik
- Adem Sari
- Sahr Senesie
- Fabio Schmidt
- Radek Špiláček
- Alexander Stolz
- Ali Talib
- Christoph Teinert
- Suat Türker
- Oliver Tuzyna
- Michael Zepek
- Sascha Zrnić
- Nevzet Zukić

## Các cựu huấn luyện viên
- Alfred Schön (24.05.2006 - 30.06.2006)
- Lorenz-Günther Köstner (10.01.2006 - 24.05.2006)
- Roland Dickgießer (19.11.2005 - 23.12.2005)
- Hans-Dieter Flick (01.07.2000 - 19.11.2005)